# ダン・ダグモア
ダン・ダグモア（Dan Dugmore、1949年生）はペダル・スティール・ギターの演奏で知られるアメリカのセッション・ミュージシャン。
1949年に生まれ、カリフォルニア州パサデナで育った
。
フライング・ブリトー・ブラザーズの影響を受けて、フライング・ブリトー・ブラザーズのメンバーのスニーキー・ピート・クライノウのスティール・ギターを買ってから演奏を学び始めた。
その後、ダグモアはジョン・スチュアートのツアーバンドに参加した後に、リンダ・ロンシュタットのツアーに参加し、複数のジェームス・テイラーのアルバムでも演奏している。1990年代、ダグモアはテネシー州ナッシュビルに移り住み、カントリー・ミュージックのアルバムでスティール・ギターを演奏するようになった。2003年にビートルズのカバーアルバム Off White Album を自費出版した。
ダグモアはドブロ、エレクトリック・ギター、アコースティック・ギター、バンジョー、マンドリンなども演奏している。
デヴィッド・クロスビー、ドン・ヘンリー、ダスティ・スプリングフィールド、グレアム・ナッシュ、ジェイク・オーウェン、ジェームス・テイラー、カーラ・ボノフ、ケニー・ロギンズ、ケニー・ロジャース、キッド・ロック、ローレン・アライナ、リンダ・ロンシュタット、ライオネル・リッチー、オリビア・ニュートン＝ジョン、ランディ・トラヴィス、ロニー・ミルサップ、シェリル・クロウ、スティーヴィー・ニックス、ティム・マグロウ、ウォーレン・ジヴォン、ウィルソン・フィリップスなどのセッション・ミュージシャンとして演奏してきた。